# Eric Manizabayo
Eric Manizabayo (* 28. August 1997 in Nyabihu) ist ein ruandischer Radrennfahrer.

## Sportlicher Werdegang
Manizabayo stammt aus Jenda im Distrikt Nyabihu. Sein Vater starb früh, und Manizabayo verließ nach der vierten Klasse die Schule, um den Lebensunterhalt seiner Mutter und seiner Geschwister als Fahrer eines Fahrradtaxis zu sichern. Mit 17 schloss er sich dem Radsportverein Club Bénédiction aus Rubavu an. Nach einigen Monaten fiel er den Verantwortlichen des Africa Rising Cycling Center auf, wurde dorthin zum Training eingeladen und erhielt professionelle Ausstattung.
2018 nahm Manizabayo erstmals an der Tour du Rwanda teil und fuhr mit der Nationalmannschaft seine ersten Rennen außerhalb des Landes bei der französischen Tour de l’Avenir und dem kamerunischen Grand Prix Chantal Biya. Im Oktober des Jahres gelang ihm der erste Sieg bei den Erwachsenen im Kivu Race, einem Rennen des nationalen Kalenders. 2019 war er bei afrikanischen Etappenrennen öfters unter den ersten Zehn und fuhr erstmals die Afrika-Meisterschaften. 2020 und 2021 waren seine Aktivitäten infolge der Corona-Pandemie auf Ruanda beschränkt.
2022 war Manizabayo ruandischer Meister im Straßenrennen und bester Fahrer seines Landes bei der Tour du Rwanda. 2023 vergab er auf der sechsten Etappe der Tour du Cameroun seinen ersten internationalen Sieg, indem er zu früh jubelte. Er holte bei dieser Rundfahrt jedoch die Bergwertung. In beiden Jahren vertrat er Ruanda auch in den Straßenradsport-Weltmeisterschaften.
2024 siegte Manizabayo in zwei Rennen des nationalen Kalenders, dem Heroes Cycling Cup und dem Race to Remember, mit dem an den Völkermord in Ruanda gedacht wird. Der ruandische Radsportverband nominierte ihn für das olympische Straßenrennen 2024. Er war zusammen mit Clémentine Mukandanga Fahnenträger Ruandas bei der Eröffnungsfeier am 26. Juli.

## Erfolge
2022
 Ruandischer Meister – Straßenrennen
2023
Bergwertung Tour du Cameroun